# Dinastia Merovingiană
Merovingienii au fost o dinastie de regi franci care au domnit peste o zonă cu suprafață variabilă în Franța și Germania de astăzi începând cu secolul al V-lea și până în secolul al VIII-lea. Au fost cunoscuți și după porecla de "regi cu părul lung" (latină reges criniti) de contemporani, pentru părul lor netuns (prin tradiție, șeful de trib al francilor își lăsa părul lung, în timp ce războinicii și-l tundeau).

## Origini
Dinastia merovingiană își ia numele de la Merovech sau Merowig (uneori latinizat ca Meroveus sau Merovius), conducător al francilor salieni din aprox. 447 până în 457, și capătă importanță odată cu victoriile fiului său Childeric I (a domnit aprox. 457 – 481) împotriva vizigoților, saxonilor și alemannilor. Fiul lui Childeric Clovis I a unificat apoi cea mai mare parte a Galiei la nord de râul Loara în jurul anului 486, când l-a învins pe Syagrius, conducătorul roman al acestei regiuni. A câștigat bătălia de la Tolbiac împotriva alemannilor în 496, ocazie cu care a adoptat religia creștină a soției sale, și a învins definitiv regatul vizigot de la Toulouse în bătălia de la Vouillé din 507. După moartea lui Clovis regatul a fost împărțit între fiii săi, în conformitate cu obiceiurile france. În următorul secol, această tradiție a împărțirilor va continua. Chiar și atunci când domneau mai mulți regi merovingieni, regatul — asemenea Imperiului Roman în perioada târzie — era văzut ca o singură entitate politică, guvernată colectiv de mai mulți regi (fiecare pe domeniul său), și uneori evenimentele puteau duce la reunificarea întregului regat sub un singur rege. Arta conducerii la începuturile dinastiei se baza pe descendența mitică și protecția divinității, exprimată prin succese militare. 

## Caracterul
Regelui merovingian îi reveneau daunele de război, atât cele mobile, cât și pământurile și populația aferentă, și se ocupa de redistribuția bogățiilor cucerite între primii săi urmași. "La moartea sa, proprietatea era împărțită în mod egal între moștenitori ca și cum ar fi fost proprietate privată: regatul era o formă de patrimoniu" (Rouche 1987 p 420). Regii numeau magnați care să devină comiți, având sarcini de organizare a armatei, sarcini administrative, și de mediere a disputelor. Acest lucru a fost necesar după prăbușirea sistemelor birocratice și de încasare a taxelor ale romanilor, odată cu preluarea de către franci a administrației, pe măsură ce intrau în vestul și sudul puternic romanizate ale Galiei. Conții trebuiau să asigure armate, înrolând milites și răsplătindu-i în schimb cu pământ. Aceste armate erau la dispoziția regelui pentru sprijin militar. Se desfășurau adunări anuale ale nobililor din regat și ale căpeteniilor militare, unde se discutau principii generale de disputare a războiului. Armatele aclamau și ele noii regi, ridicându-i pe scuturi, în continuarea unei tradiții antice care îi transforma pe regi în conducătorii unei cete de războinici, nu în șefi de stat. În plus, regele trebuia să se întrețină singur din domeniile sale personale (demesne), care erau numite fisc. unii istorici au considerat acest lucru ca dovedind lipsa unei noțiuni merovingiene pentru res publica, iar alții consideră acest punct de vedere ca o simplificare neavenită. Acest sistem a evoluat în feudalism, iar auto-întreținerea regelui a continuat până la Războiul de o sută de ani.
Comerțul a intrat într-un declin odată cu prăbușirea Imperiului Roman, iar comunitățile agricole erau în cea mai mare parte autosuficiente. Negustorii din Orientul Mijlociu dominau legăturile comerciale rămase.
Legea merovingiană nu era o lege universală bazată pe echitate rațională, aplicabilă tuturor, asemenea legii romane; era aplicată fiecăruia în conformitate cu originea sa: francii ripuarieni aveau propria lor Lex Ribuaria, codificată la o dată ulterioară (Beyerle și Buchner 1954), în timp ce așa-numita Lex Salica (Legea salică) a clanurilor saliene, codificată pentru prima oară în 511 (Rouche 1987 p 423), era invocată sub exigențele medievale până în perioada Valois. Din acest punct de vedere, francii se aflau în urma burgunzilor și a vizigoților, neavând o lege universală după modelul roman. În perioada merovingiană, legea era memorată de rachimburgs, care memorau toate precedentele pe baza cărora se baza, deoarece legea merovingiană nu permitea crearea de legi noi, ci doar de a păstra tradiția. Tradițiile sale germanice nu ofereau nici ele vreun cod civil de legi necesar unei societăți urbanizate, așa cum Iustinian a elaborat și promulgat în Imperiul Bizantin. Cele câteva edicte merovingiene rămase privesc în general împărțirea proprietăților între moștenitori.

## Istorie

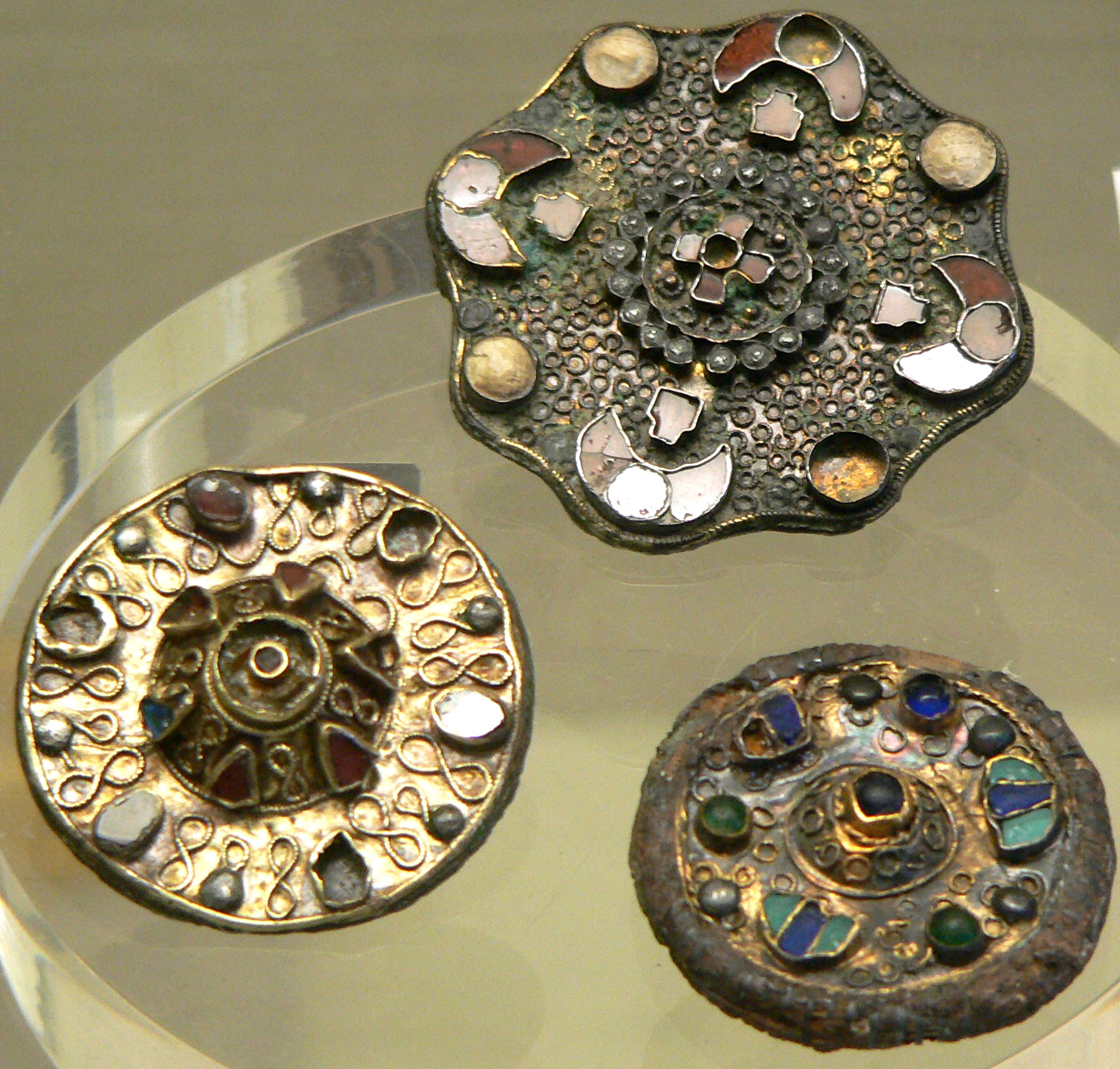
Fibule merovingiene

Regatul merovingian, care includea, cel mai târziu din 509, toată Galia cu excepția Burgundiei, și reunea toate triburile francilor, s-a aflat într-o stare aproape continuă de război, de obicei civil. Fiii lui Clovis și-au păstrat legăturile de rudenie în războaiele cu burgunzii, dar au demonstrat dorință nemăsurată de mărire la moartea fraților lor. Moștenitorii au fost prinși și executați, iar regatele anexate. În cele din urmă, în 558, Clotaire I, a unit toate ținuturile francilor sub un singur sceptru. A mai trăit încă trei ani, după care, la rândul său, regatul său a fost împărțit între cei patru fii ai săi.
Cea de-a doua împărțire a regatului nu a mai fost marcată de expedițiile aventuroase ale primei. Războaiele civile dintre facțiunile Neustriei și Austrasiei nu au încetat până la reunirea regatului sub Clotaire al II-lea. Această unire a dus la slăbirea regatului, deoarece regele, pentru a câștiga sprijinul nobilimii, a trebuit să facă numeroase concesii acestora. Puterea regilor merovingieni a continuat să scadă, trecând în mâinile prefecților, care au ajuns în cele din urmă pe tron. 
După domnia regelui Dagobert I (mort în 639), care și-a petrecut o mare parte a vieții invadând teritorii străine, cum ar fi Spania și teritoriile slave păgâne din est, restul regilor sunt cunoscuți după apelativul rois fainéants ("regi care nu fac nimic"). Aceștia se urcau pe tron la o vârstă fragedă, și mureau în floarea vieții, în timp ce prefecții se luptau pentru supremație. Austrasienii conduși de Pepin cel Mijlociu au ieșit în cele din urmă triumfători în bătălia de la Tertry, în acel an începând domnia lui Pepin, după afirmațiile cronicarilor.
Fiul lui Pepin, Carol Martel a condus fără un rege pe tron timp de câțiva ani, fără să-și aroge el însuși acest titlu. În cele din urmă, fiul său, Pippin cel Scurt a căpătat sprijinul nobilimii pentru a schimba dinastia. Când papa i-a cerut ajutor împotriva lombarzilor, Pepin a cerut ca în schimb biserica să-i recunoască încoronarea. În 751, Childeric al III-lea, ultimul rege merovingian, a fost îndepărtat. I s-a cruțat viața, dar părul său lung i-a fost tăiat și a fost trimis la o mănăstire.

## Istoriografie și surse
Există câteva surse contemporane pentru istoria francilor merovingieni, care acoperă întreaga perioadă de la accederea la tron a lui Clovis I până la detronarea lui Childeric. Primul și cel mai important este episcopul canonizat de la Tours, Grigore de Tours. Opera sa Decem Libri Historiarum este principala sursă de informații pentru domniile fiilor lui Clotaire al II-lea și a descendenților acestuia până la moartea lui Grigore.
Următoarea sursă principală, mult mai puțin organizată decât acea a lui Grigore, este Cronica lui Fredegar, începută de Fredegar dar continuată de autori necunoscuți. Acoperă perioada dintre anii 584 și 641, deși continuatorii, sub patronajul carolingienilor, au extins-o până în 768, după încheierea perioadei merovingiene. Pentru o mare parte a acestei perioade, este singura sursă narativă. Ultima sursă contemporană importantă este Liber Historiae Francorum, care acoperă ultima perioadă a istoriei Dinastiei Merovingiene: autorul ei încheie cu o referință la al șaselea an al domniei lui Theuderic al IV-lea, care ar fi 727. A fost foarte citită, deși fără îndoială este o operă carolingiană.
AÎn afară de aceste cronici, alte surse sunt scrisorile și alte documente de acest tip. Clericii, precum Grigore și Sulpitius cel Pios au scris scrisori, deși doar câteva s-au păstrat. S-au păstrat edicte, acte de donație, și decizii judecătorești, precum și cunoscuta Lex Salica, menționată mai sus. Din domniile lui Clotaire al II-lea și Dagobert I s-au păstrat numeroase exemple în care regele joacă rol de instanță supremă de judecată. 
În sfârșit, dovezile arheologice nu pot fi ignorate ca o sursă de informație, măcar asupra modului de viață al francilor din acea perioadă. Printre cele mai importante descoperiri de obiecte pierdute a fost descoperirea accidebtală a mormântului lui Childeric I în biserica Saint Brice din Tournai în 1653. Printre obiectele din mormânt se găsește un cap de taur din aur și cunoscutele insecte de aur (poate albine, cicade sau muște). În 1957, a fost descoperit sepulcrul celei de-a doua soții a lui Clotaire I], Aregund, în Basilica Saint Denis din Paris. Costumul funerar și bijuteriile erau destul de bine păstrate, oferind o perspectivă asupra costumației din acea perioadă.

## Numismatică
Monedele merovingiene sunt expuse la Monnaie de Paris, (monetăria franceză) la 11, quai de Conti, Paris, Franța.